# Hot in Herre
Singles de Nelly
Girlfriend (2002) Dilemma
(2002)
Hot In Herre est le premier single de Nelly, tiré de l'album Nellyville. C'est aussi le premier simple à se classer en tête du Billboard 100. Il y restera 7 semaines.
Il existe 2 vidéoclip différents pour ce single.

## Reprises
- The BossHoss, sur l'album Internashville Urban Hymns (2005)

## Utilisations
- Dance, Voldo, Dance, machinima